# Меннерс, Эдвард, 3-й граф Ратленд
Эдвард Мэннерс, 3-й граф Ратленд, 14-й барон де Рос (англ. Edward Manners, 3rd Earl of Rutland, 14th Baron de Ros of Helmsley; 12 июля 1549 — 14 апреля 1587) — английский дворянин и государственный деятель.

## Биография
Родился 12 июля 1549 года. Старший сын Генри Меннерса, 2-го графа Ратленда (1526—1563), и Маргарет Невилл (? — 1559), четвертой дочери Ральфа Невилла, 4-го графа Уэстморленда. Судя по всему, он получил образование в Оксфорде, хотя и не окончил его в студенческие годы. Он носил титул лорда Руса или Роса, старый титул своей семьи, до 1563 года, когда после смерти своего отца он стал третьим графом Ратлендом.
Эдвард Меннерс был назначен одним из опекунов королевы и находился под особым надзором сэра Уильяма Сесила, который был связан с ним узами брака. Он сопровождал королеву Елизавету во время ее визита в Кембридж в 1564 году и был поселен в колледже Святого Иоанна, а 10 августа получил степень магистра. В октябре 1566 года он стал магистром Оксфордского университета. В 1569 году он присоединился к графу Сассексу, взяв с собой своих арендаторов, и командовал армией, которая подавляла восстание на севере. В 1570 году он переехал во Францию, Сесил составил бумагу с инструкциями для его руководства. Он был в Париже в феврале или в следующем году. На родине граф Ратлендн получил множество должностей и проявил преданность королеве. 5 августа 1570 года он стал констеблем Ноттингемского замка, а также управляющим, хранителем, смотрителем и главным судьей Шервудского леса. В 1574 году он был назначен лордом-лейтенантом Ноттингемшира.
17 июня 1577 года граф Ратленд был включен в церковную комиссию провинции Йорк, а 1579 году — в совет Севера. В великом поединке 1580 года граф Ратленд и двенадцать других соперничали с таким же числом, во главе с Эссексом, перед королевой в Вестминстере. Его государственные должности, вероятно, теперь поглощали все его время, так как в 1581 году родственник, Джон Меннерс, по-видимому, управлял его поместьем. 23 апреля 1584 года он стал кавалером Ордена Подвязки, а 14 июня 1585 года — лорд-лейтенантом Линкольншира. Его образ жизни был очень дорогим; когда он отправился со своей графиней в Лондон около 1586 года, с ним был сорок один слуга, включая капеллана, трубача, садовника и аптекаря. В июне 1586 года вместе с лордом Эйром и Рэндольфом он заключил мирный договор с шотландцами в Бервике, и его брат Роджер написал, что его поведение было одобрено королевским двором. 6 октября он был одним из уполномоченных, чтобы судить Марию Стюарт, королеву Шотландии. Королева обещала сделать его лордом-канцлером после смерти сэра Томаса Бромли. Это назначение состоялось 12 апреля 1587 года, и он занимал должность один-два дня. Однако он умер 14 апреля 1587 года в своем доме на Айви-Бридж в Стрэнде.

## Брак и потомство
6 июня 1573 года Эдвард Меннерс женился на Изабель Холкрофт, дочери Томаса Холкрофта (1505—1558), члена парламента и комиссара при роспуске монастырей, который построил особняк в Вейл-Ройяле на месте бывшего цистерцианского аббатства. От жены у него был один ребенок и единственная наследница:
- Элизабет Меннерс, 15-я баронесса де Рос (январь 1575 — 19 мая 1591), унаследовавшая баронство Рос, древнее баронство, созданное по приказу.

## Смерть и погребение
Он умер в Страстную пятницу в Паддл-Уорф в Лондонском Сити и был доставлен домой для погребения в Боттсфордской церкви в Лестершире, где сохранился его памятник. Графство Ратленд и баронство Мэннерс перешло к его брату Джону Меннерсу, 4-му графу Ратленду, но баронство де Рос перешло к его дочери Элизабет.